# Minor Alps
Minor Alps es el nuevo proyecto musical de Juliana Hatfield (Blake Babies, Some Girls) y Matthew Caws (Nada Surf). 
Su primer disco Get There, grabado en Hoboken (Nueva Jersey), salió a la venta el pasado 29 de octubre del 2013 de la mano del sello discográfico Barsuk Records.

## Biografía
Amigos desde los 90 cuando coincidieron en un concierto de Nada Surf, Matthew y Juliana llevaban mucho tiempo queriendo trabajar juntos. A salvo de pequeñas colaboraciones, y coincidiendo con las vacaciones de un año de Nada Surf, ambos tiraron para adelante con el proyecto publicando su primer álbum Get There el pasado 2013.
Los once temas incluidos en el álbum, fueron escritos y compuestos a medias, y creados específicamente para formar parte del disco sin coger nada de la recámara. Para la grabación del disco solamente contaron con la ayuda de dos músicos, Parker Kindred (Joan As Police Woman, Antony and the Johnsons y el segundo álbum de Jeff Buckley) en la batería y Chris Egan (Say Hi To Your Mom, Computer Magic, Solange) en la programación, con los que se entendieron muy bien en el estudio desde el principio.
El disco ha sido lanzado por Barsuk en los Estados Unidos, Ye Olde Records en Reino Unido/ Europa, Stop Start Records en Australia, Only in Dreams en Japón e Inker en Brasil. 
La primera y única gira de Minor Alps hasta el momento, comenzó el 8 de noviembre en Seatle y concluyó el 23 de noviembre en Boston, contando con un total de once conciertos por los EE. UU.

## Discografía

### Álbumes de estudio
- Get There (octubre de 2013)/ Barsuk Records.

## Curiosidades
- El nombre de la banda, Minor Alps, viene de la descripción inspirada por Matthew Caws del Mont Ventoux, una montaña que se encuentra cerca de la casa de campo de sus padres en Francia, sin agua corriente ni electricidad, donde Caws pasaba muchos veranos en su juventud. Aunque se halla en la zona de los Alpes, el Mont Ventoux se encuentra desolado, de ahí que no se le reconozca como parte de la cordillera.

- La actriz francesa Julie Gayet sale en el primer vídeo “Waiting for you” de Minor Alps donde interpreta a una mujer que aguarda a su amado. El grupo rodó el vídeo en Francia y en él también trabaja el actor Philippe Rebbot, que coprotagoniza las andanzas de un hombre y una mujer (Julie Gayet) que no logran encontrarse.[5]

- El mismo tema "Waiting for You" se incluye también en un capítulo de la serie Betrayal, emitido en la ABC.[6]

- El grupo publicó una grabación versionando el tema “When Will I Be Loved” de The Everly Brothers.[7]